# Сешель, Жан Моро де
Жан Моро де Сешель (фр. Jean Moreau de Séchelles; 10 мая 1690 — 31 декабря 1760) — государственный деятель Франции.

## Биография
В 1710 году купил землю, принадлежавшую ранее роду Сешель, и построил на ней современный замок вместо прежнего,  средневекового. Поэтому его стали звать «Моро де Сешель».
В 1754—1756 годах — генеральный контролёр финансов короля Людовика XV. Проводил смелую экономическую политику, близкую к либерализму, пытаясь восстановить королевские финансы. В 1756 году перенёс инсульт, в результате чего потерял свою должность.
С 1755 года — почётный академик Академии наук Франции (académicien honoraire), в 1756 году — вице-президент Академии, в 1757 году — президент Академии.

## Память
Сейшельские Острова, принадлежавшие в 1756—1794 годах Французской Ост-Индской компании, были названы в его честь.

## Дети
- Дочь Мария Элен де Сешель (1715—1798), замужем за Рене Эро[фр.], генерал-лейтенантом полиции. Их внук - видный деятель Великой французской революции Мари-Жан Эро де Сешель.